# Мовчани (рід)
Мовчани (пол. Mowczan; рос. Мовчаны) — український старшинський, пізніше дворянський рід.

## Походження
Нащадки Василя Михайловича Мовчана, військового товариша (1738).

## Опис герба
В білому полі стріла і меч, складені в андріївський хрест і супроводжені зверху та з боків трьома золотими зірками, і знизу срібною перевернутою підковою.
Щит увінчаний дворянським шоломом і короною. Нашоломник: три страусячих пір'їни. Намет на щиті срібний.